# バーティファイド・マーケット・リサーチ
バーティファイド・マーケット・リサーチ(Verified Market Research, VMR)は、市場調査レポート、カスタマイズされた調査レポート、およびコンサルティングサービスに重点を置いた企業である。

## 沿革
Verified Market Researchは2016年に設立され、ビジネスインテリジェンスと市場調査研究の提供に注力してきた。
2017年には、アメリカのデラウェア州に拠点を設立し、北アメリカでの業務を拡大した。
2020年、VMRはリアルタイムの市場調査と分析のためのビジネスインテリジェンス機能を備えたダッシュボード、「バーティファイド・マーケット・インテリジェンス(Verified Market Intelligence)」を導入した。

## 事業
同社は、インドのプネ、アメリカのデラウェア州ルイス、UAEのドバイにオフィスを構え、アジア太平洋地域、北アメリカ、中東で事業を行っている。
アマーン・カジがCEOを務めている。
VMRが提供するサービスには、市場の傾向や動向を把握するための市場分析と、その知見に基づくコンサルティングサービスが含まれる。リサーチ方法は定量的および定性的データを組み合わせ、市場のトレンドとダイナミクスの視点を提供する方法である。同社がカバーする産業には、航空宇宙・防衛、食品・飲料、農業、自動車・輸送、化学・材料、消費財、エネルギー・電力、小売・Eコマース、医薬品・ヘルスケア、銀行・金融サービス・保険、包装、建設、鉱業・ガス、電子・半導体、インターネット、通信、ソフトウェア・サービスが含まれる。同社の地域情報ベンダーのネットワークは120か国に及ぶ。